# آنا فرانکولینی
آنا فرانکولینی (انگلیسی: Anna Francolini؛ زادهٔ ۳۰ اکتبر ۱۹۷۳) بازیگر ایتالیایی‌تبار اهل بریتانیا است. وی دانش‌آموختۀ دانشگاه واریک است.
از فیلم‌ها یا مجموعه‌های تلویزیونی که وی در آن‌ها نقش داشته‌است، می‌توان به سولو: داستانی از جنگ ستارگان، رم، هوملند، شهر هالبی و ایست‌اندرز اشاره نمود.